# Molophilus pulchripes
Molophilus pulchripes är en tvåvingeart som beskrevs av Frederick Askew Skuse 1890. Molophilus pulchripes ingår i släktet Molophilus och familjen småharkrankar. Inga underarter finns listade i Catalogue of Life.